# Universität Gustave Eiffel
Die Universität Gustave Eiffel (französisch Université Gustave Eiffel, UPE) ist eine 2020 gegründete Universität. Ein Großteil der Fakultäten befindet sich in Champs-sur-Marne.
Die aus der Fusion der Universität Marne-La-Vallée und Ifsttar, dem europäischen Forschungsinstitut für Städte und Territorien, Verkehr und Bauingenieurwesen, hervorgegangene Universität Gustave Eiffel umfasst auch sechs Fakultäten.
Die Gründung der Gustave-Eiffel-Universität ist einer der wichtigsten Meilensteine des Exzellenzprojekts FUTURE (French UniversiTy on Urban Research and Education).